# Alice Griffiths
Alice Griffiths (Aberdare, 22 januari 2001) is een voetbalspeelster uit Wales. Ze speelt als middenvelder voor Rangers in de Schotse Premier League.

## Vroegere leven
Griffiths werd geboren in Aberdare. Aldaar ging ze naar de St John the Baptist School. Griffiths heeft een oudere zus, Anna, die eveneens voetbalster is en als jeugdinternational uitkwam voor Wales.

## Clubcarrière
Griffiths begon met voetballen bij de lokale amateurclub Aberdare Grasshoppers alvorens ze onderdeel werd van de jeugdopleiding van Cardiff City. Ook speelde ze voor Llwydcoed AFC. Hier was in ze het onder 16 team het enige meisje in een jongensteam. In 2017 begon Griffiths op profniveau bij Cyncoded Ladies FC. Na haar debuutseizoen werd Griffiths uitgeroepen tot 'jonge speelster van het seizoen'.
In 2018 voegde ze zich bij eveneens Welshe Cardiff Met. In het seizoen 2018/19 won Griffiths met deze club de treble door de kampioen te worden van Wales, de FAW Women's Cup en de Welshe Premier Women's Cup te winnen.
In juli 2019 tekende Griffiths een contract bij Charlton Athletic, haar eerste club in de Engelse Championship. Na twee jaar ging ze een nieuw dienstverband aan bij competitiegenoot Southampton FC. In 2025 volgde een verhuurbeurt aan Durham.
Op 27 juli 2025 tekende Griffiths een tweejarig contract bij het Schotse Rangers.

## Statistieken
| Seizoen | Club           | Land      | Competitie     | Wedstrijden | Doelpunten |
| ------- | -------------- | --------- | -------------- | ----------- | ---------- |
| 2024/25 | Southampton FC | Engeland  | Championship   | 9           | 0          |
| 2024/25 | Durham         | Engeland  | Championship   | 6           | 0          |
| 2025/26 | Rangers        | Schotland | Premier League | 0           | 0          |
| Totaal  | Totaal         | Totaal    | Totaal         | '15         | 0          |

Laatste update: 27 juli 2025

## Interlandcarrière
Griffiths maakte op 24 november 2016 haar debuut voor het Welshe nationale team in een kwalificatieduel tegen Kazachstan voor het WK 2019.
In juni 2025 werd ze opgenomen in de Welshe selectie voor op het EK 2025 in Zwitserland.